# Panolicella nutans
Panolicella nutans is een mosdiertjessoort uit de familie van de Panolicellidae. De wetenschappelijke naam van de soort is voor het eerst geldig gepubliceerd in 1985 door Jebram.